# M/S Nieuw Amsterdam (1982)
M/S Nieuw Amsterdam är ett fartyg byggt 1983.

## Historia
Den 20 augusti 1982 sjösattes fartyget för att levererades till Holland America Line i juni 1983. Ursprungligen var hemmahamnen Willemstad på Nederländska Antillerna men detta ändrades redan år 1984 St. Maarten och 1997 till Rotterdam. Den 18 oktober år 2000 såldes fartyget till American Classic Voyages och döptes om till Patriot. Fartygets nya hemmahamn blir Honolulu i USA. Den 9 december samma år genomför fartyget sin första kryssning för det nya rederiet. Den 19 oktober 2001 går rederiet i konkurs och fartyget blir upplagt i Honolulu. Den 27 januari 2002 köper Holland America Line tillbaka fartyget som dock blir upplagd i Charleston. Vid köpet återfår fartyget sitt ursprungliga namn. Ny hemmahamn blir Nassau i Bahamas. I Maj samma år byggs fartyget om i Pérama och utchartras sedan till Louis Cruise Lines som döper om fartyget till Spirit. Den 3 maj utchartras fartyget till Thomson Holidays och får det nya namnet Thomson Spirit.
Alang 2018